# Eupelmus oleae
Eupelmus oleae är en stekelart som beskrevs av Filippo Silvestri 1915. Eupelmus oleae ingår i släktet Eupelmus och familjen hoppglanssteklar.
Artens utbredningsområde är Eritrea. Inga underarter finns listade i Catalogue of Life.